# Escola Superior de Tecnologia e Gestão de Viseu
A Escola Superior de Tecnologia e Gestão de Viseu (ESTGV) é uma instituição de ensino superior localizada na cidade de Viseu, em Portugal. Caracteriza-se por ser um centro de criação, difusão e transmissão de cultura, ciência e tecnologia, articulando as suas atividades nos domínios do ensino, da formação profissional, da investigação e da prestação de serviços à comunidade e a todo o distrito de Viseu. Foi criada por Decreto-Lei n.º 46/85, de 22 Novembro, sendo parte integrante do Instituto Politécnico de Viseu. O primeiro curso a ser lecionado foi o curso de Gestão no ano letivo de 1987/1988.
A ESTGV ministra actualmente cursos bietápicos e pretende desenvolver outras áreas de formação igualmente relacionadas com a gestão, contabilidade, engenharia civil, marketing, turismo, meio ambiente, informática e novas tecnologias.
O leque formativo diversificado que disponibiliza, expresso nos cursos de licenciatura, de mestrado e nos Cursos Técnicos Superiores Profissionais (CTeSP) ministrados, conjugado com uma estratégia de parcerias com o tecido empresarial, educativo, cultural e social da região, proporciona aos seus diplomados uma rápida inserção na vida ativa e, simultaneamente, desenvolvimento e progresso à região e ao país.

## Oferta formativa
A Escola Superior de Tecnologia e Gestão de Viseu apresenta uma oferta de 13 cursos de licenciatura, 8 mestrados e 14 Cursos Técnicos Superiores Profissionais:
- Mestrados
  - Engenharia de Construção e Reabilitação
  - Engenharia Eletrotécnica - Energia e Automação Industrial
  - Engenharia Mecânica e Gestão Industrial
  - Finanças Empresariais
  - Gestão Turística
  - Marketing Research
  - Sistemas e Tecnologias de Informação para as Organizações
  - Tecnologias Ambientais

- Licenciaturas
  - Contabilidade
  - Engenharia Civil
  - Engenharia do Ambiente
  - Engenharia Electrotécnica
  - Engenharia Informática
  - Engenharia Mecânica
  - Gestão Industrial
  - Gestão de Empresas
  - Gestão de Empresas (pós-laboral)
  - Marketing
  - Tecnologias e Design de Multimédia
  - Turismo
  - Tecnologia e Design de Mobiliário
- CTeSP
  - Análises Laboratoriais
  - Automação e Energia
  - Desenvolvimento para a Web e Dispositivos Móveis
  - Design e Tecnologia de Mobiliário
  - Energia e Climatização
  - Energias Renováveis
  - Enoturismo
  - Gestão Comercial e Vendas
  - Manutenção Industrial
  - Modelação e Gestão do Espaço Urbano
  - Reabilitação e Conservação de Edifícios
  - Redes e Sistemas Informáticos
  - Tecnologia Automóvel
  - Tecnologias Ambientais

Nesta instituição é proibida a prática da praxe académica.